# Fórmula Trophy UAE
A Fórmula Trophy UAE é uma categoria de fórmula baseada nos Emirados Árabes Unidos, seguindo os regulamentos da Fórmula 4. A categoria é uma extensão da etapa especial do Campeonato dos Emirados Árabes Unidos de Fórmula 4, transformando de uma etapa para um troféu com duas etapas no Circuito de Yas Marina e uma etapa no Autódromo de Dubai.
A temporada inicial aconteceu em 2024, sendo vencida pelo indiano Kai Daryanani, pilotando pela Evans GP.

## Campeões
| Temporada | Piloto        | Equipe   |
| --------- | ------------- | -------- |
| 2024      | Kai Daryanani | Evans GP |

## Circuitos
| Circuitos              | Etapas | Anos |
| ---------------------- | ------ | ---- |
| Circuito de Yas Marina | 2      | 2024 |
| Autódromo de Dubai     | 1      | 2024 |